# Bioarte

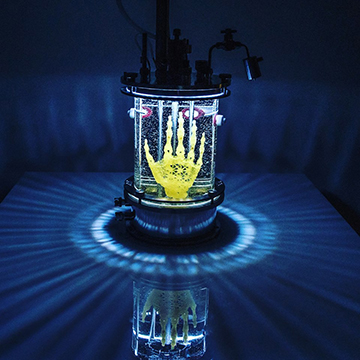
Regenerative Reliquary by Amy Karle, 2016 bioart sculpture - Ars Electronica 2017: AI: The Other I

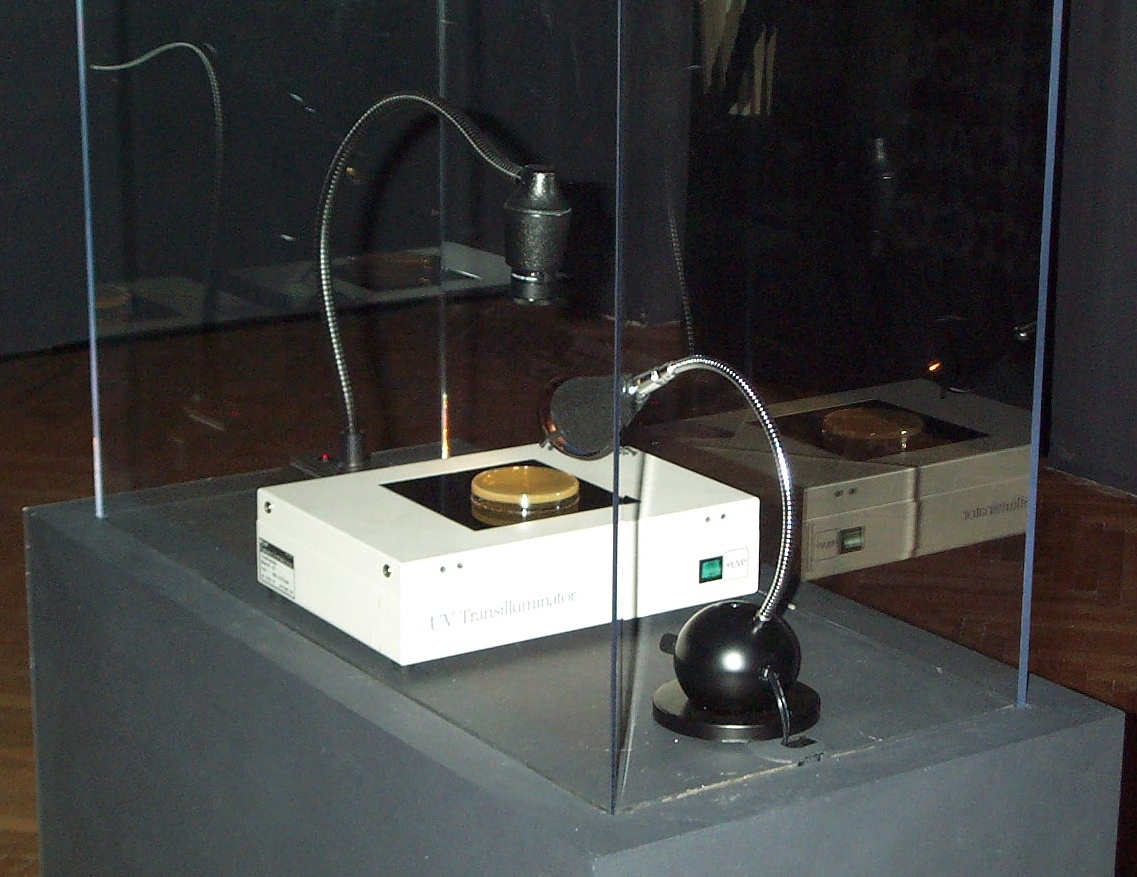
Genesis by Eduardo Kac - Ars Electronica 1999: Life Science

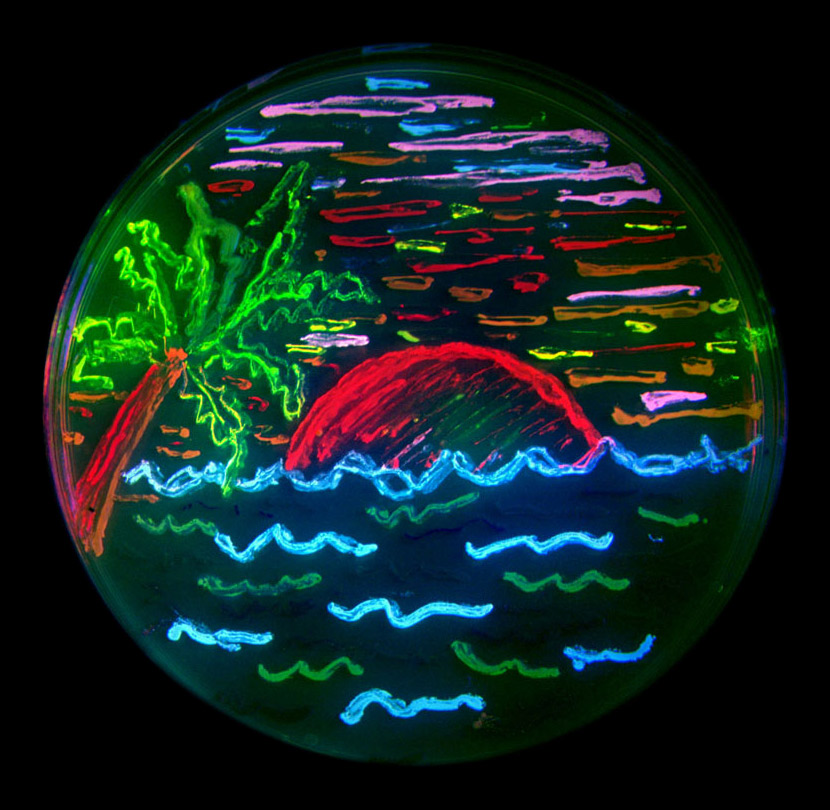
Un ejemplo de bioarte, hecho con las bacterias expresando 8 colores diferentes de proteínas fluorescentes

'Bioarte es un arte práctica donde los artistas trabajan con biología, tejidos hepáticos, bacterias, organismos vivos y procesos vitales. Utilizando procesos y prácticas científicas como prácticas de biología y ciencias de la vida, microscopía y biotecnología (incluidas tecnologías como ingeniería genética, cultivo de tejidos y clonación), las obras de arte se producen en laboratorios, galerías o estudios de artistas. El alcance del bioarte es un rango considerado por algunos artistas como estrictamente limitado a "formas vivas", mientras que otros artistas incluyen arte que utiliza las imágenes de la medicina contemporánea y la investigación biológica, o requieren que aborde una controversia o un punto ciego planteado por el carácter mismo de las ciencias de la vida. Su objetivo principal consiste en difuminar los límites entre la ciencia y el arte, a su vez, el poder generar cuestionamientos de su avance, de la forma humana y de la vida de manera general. Esto ha hecho al término acoger un conjunto muy heterogéneo de prácticas cuyos límites no son siempre claros debido a que ya no depende solo de la creatividad del artista por lo que una de sus características es la flexibilidad, ya que se basa en investigaciones e innovaciones tecnológicas apoyándose en prácticas relacionadas con la ingeniería genética, la ingeniería tisular o el cultivo celular y de microorganismos, entre otros.
El bioarte se originó a finales del siglo XX y principios del siglo XXI. Aunque los bioartistas trabajan con materia viva, existe cierto debate sobre las etapas en las que se puede considerar que la materia está viva o viva. La creación de seres vivos y la práctica de las ciencias de la vida provocan una investigación ética, social y estética. El bioarte puede abarcar el arte genético, al que luego los artistas fueron incorporando nuevos elementos como tejidos y cultivos de células, síntesis de secuencias de ADN producidas artificialmente, xenotransplantes y autoexperimentación médica y biotecnológica.  Gracias a ello y al gran impacto que genera en el desarrollo de la elaboración artística, ha generado una gran controversia en cuanto a la validez de esta práctica, así como a la ética que posee.

## Antecedentes
- El interés artístico por las técnicas e investigaciones procedentes de la biología deben remontarse, al menos, a la década de los años veinte del siglo XX, con la aportación pionera de Edward Steichen. En paralelo a su trabajo como fotógrafo, Steichen desarrolló una investigación sobre las aplicaciones de la genética mendeliana, que le llevó a la producción de plantas, especialmente delphiniums, que llegaron a exponerse en el MoMA de Nueva York, bajo el título de Edward Steichen’s Delphiniums (Arte, biología y tecnología. Relaciones interdisciplinares en el laboratorio científico Art, biology and technology. Interdisciplinary relations in the science lab Daniel López-del-Rincón Universidad de Barcelona)
- Otro antecesor que se considera fue Salvador Dalí, cuya relación con la biología es uno de los aspectos menos estudiados de la faceta científica del pintor; la relación de Dalí y la biología se reduce a la mención de la obra galacidalacidesoxyribonucleicacid.  El interés de Dalí por el ADN se debe de observar desde un contexto más amplio entre el arte y la ciencia, fue una faceta fundamental para el pinto y para el surrealismo en sí. El conocimiento científico de Dalí abarcó múltiples disciplinas, tales como la física cuántica, las matemáticas y el psicoanálisis; esta es la disciplina mayor conocida que poseía el artista en su trayectoria. El mismo artista negaba la relación entre la ciencia y sus obras por motivos aún desconocidos; a pesar de ello se puede apreciar la gran relación de sus obras con la ciencia gracias a la presencia de referencias científicas constantemente presentes en sus obras, especialmente a partir del lanzamiento de las bombas atómicas al final de la II Guerra Mundial, una de estas obras fue el idilio atómico (1945). Dalí consideraba a la ciencia como un detonador de la inteligencia artística, también consideraba que el arte y la ciencia tiene una identidad, una voluntad común de experimentar y conocer al mundo.[4]
- También George Gessert de los iniciadores de la corriente y de su trabajo con seres vivos el más conocido es el del conejo Alba, trabajo en la que, mediante la manipulación genética del animal, se le cambia el color. Además, la forma del cuerpo del mamífero y su coloración son del mismo tipo que las que encontramos en los conejos albinos.
- El SymbioticA es un grupo fundado por Oron Catts y Ionatt Zurr, con base en la escuela de anatomía y biología humana de la University of Western Australia. Ellos suelen usar tejidos vivos como formas escultóricas, y, con la colaboración de científicos han producido varias exposiciones.  En este movimiento artístico también se encuentra la obra de Allison Kudla, en la que destaca Growth Pattern, donde utiliza hojas de tabaco para crear un mosaico. Heather Dewey-Hagborg es otra artista del bioarte y su proyecto más famoso se titula Stranger Visions, en el que cogió ADN de diferentes personas y recreó sus caras en un software en 3D. Este ADN fue extraído, en gran parte, de colillas con saliva y pelo que la artista iba encontrándose por la ciudad.[3] En 2003, el proyecto Tissue Culture & Art, en colaboración con Stelarc, desarrolló una réplica a escala 1/4 de una oreja utilizando células humanas para crear el"proyecto Extra Ear". El proyecto se llevó a cabo en Symbiotica: Laboratorio de Investigación Colaborativa de Arte y Ciencia, Facultad de Anatomía y Biología Humana, Universidad de Australia Occidental.[7]
- Suzanne Anker y Dorothy Nelkin ayudaron a establecer la integración de la biología molecular con la práctica artística, declarando en 2004.[8]
- Amy Karle fue la primera bio artista en fusionar las ciencias de la computación y las ciencias de la vida, la biotecnología y la infotecnología.[9][10][11][12][13] En 2015-2016 creó "Relicario Regenerativo", una escultura de andamios bioimpresos para cultivo de células madre humanas en hueso, en forma de mano humana. esta obra de bioarte es considerada la primera obra de arte que combina lo computacional, lo biológico y lo físico.[14][15][16] En 2019, creó una escultura biomecánica en forma de corazón humano palpitante que se exhibió en Japón, donde históricamente hubo una gran controversia en torno al trasplante de órganos, específicamente los trasplantes cardíacos, ver Trasplante de órganos en Japón. El bioarte propone un sistema vascular rediseñado con el potencial de mejorar la función cardíaca y el potencial de cultivar órganos de reemplazo en un laboratorio en lugar de utilizar trasplantes humanos u otros animales, al tiempo que cuestiona las implicaciones de la mejora en lo que significa ser humano y los impactos en la evolución.[17][18][19] Ha utilizado la impresión 3D y la bioimpresión con materiales biocompatibles que incluyen diacrilato de polietilenglicol (PEGDA), hidrogeles y poliimidas (PI).[20][21][22][23]

## La estética en la obra

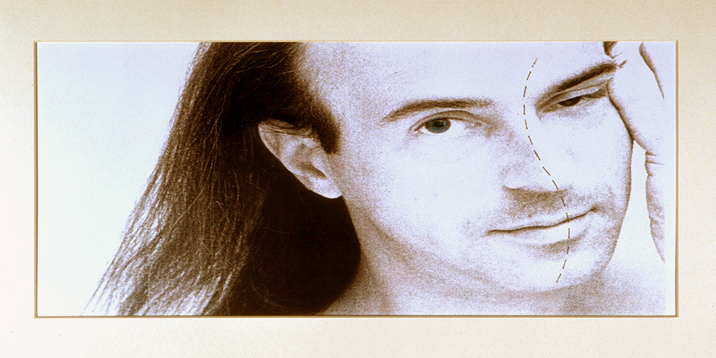
D.N.A. mitocondrial, un hilo de pelo del artista cosido a la obra Self Portre 1988 Yin-Yang (BioArt)

Todos los avances científicos y tecnológicos han generado la oportunidad de crear arte que usa a la vida como nuevo medio de comunicación, en donde los laboratorios se convierten en estudios artísticos. El material biológico: ADN, proteínas, células y organismos, incluyendo al humano se convierten en la mejor oportunidad de explorar diversas maneras de representación y comunicación, por lo que el goce estético está determinado por la multiplicidad conceptual de la obra la cual es particularmente rica debido a que los datos de nuestra cultura nos llevan a concebir, sentir, y por consiguiente, ver el mundo según la categoría de la posibilidad.Entonces la relevancia del bioarte radica en identificar su naturaleza experimental, debido a que se constituye a partir de explorar con nuevos materiales y nuevos elementos, donde el arte se va a integrar y dar como resultado una conexión entre el artista, la obra y el futuro espectador.

## Controversia

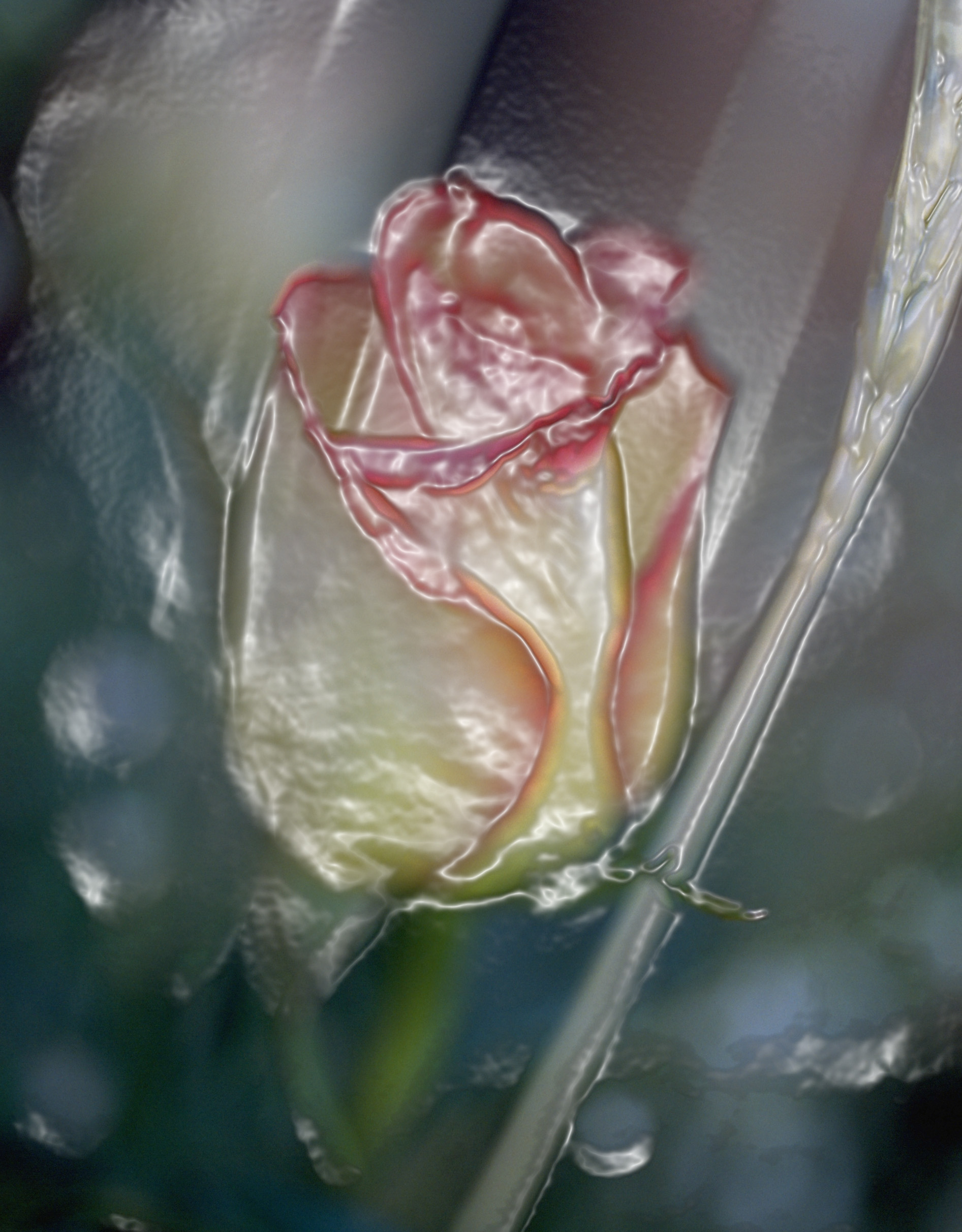
Rosa Transgénica, Proyecto de Bioarte2004

El Bioarte, al igual que múltiples disciplinas, hace uso de las tecnologías de su tiempo que a su vez evidencia el contexto histórico, social y político de la humanidad. Gracias a ello y al gran impacto que genera en el desarrollo de la elaboración artística, ha generado una gran polémica en cuanto a la validez de esta práctica, así como a la ética que posee ya que pareciera que no se puede avanzar más allá de la obra, sin cuestionar el aspecto moral de la misma. Debido a esto son muchas las discusiones en torno a la ética del artista; los mismos se defienden a partir de la concepción de crítica que tienen sus sobras, su situación en relación con los avances biotecnológicos pone en escena conceptos como la manipulación genética; mientras que sus detractores los acusan de utilizar aquello que critican, ellos se defienden considerando que de esta manera el mensaje llega al receptor. Una de las características presentes en este tipo de proyectos es la voluntad por plantear una reflexión crítica. 
El Bioarte, en términos generales, busca generar un debate relativo a cómo nos enfrentamos a las nuevas formas de vida que se nos presentan a través de estas nuevas técnicas, y estudiar hasta qué punto se puede definirlas como formas naturales o formas artificiales. Del mismo modo los argumentos tradicionales sobre la supuesta diferencia y excepción de nuestra especie están siendo cada vez más cuestionados desde distintos ámbitos científicos y artísticos: generando que los límites entre qué es y qué no es humano se difuminen. Muchos artistas buscan explícitamente participar en la discusión de tales temas. En ocasiones, esa misma preocupación genera obras de arte que son éticamente problemáticas. Esto ha llevado a una floreciente discusión ética en relación con el bioarte. 
Como ejemplo de los casos que han generado controversia se tiene el siguiente: a principios de 2006, era denunciado ante Seprona (Servicio de Protección de la Naturaleza) de la Guardia Civil el museo reina Sofía de Madrid por apología de maltrato animal. La denuncia provenía del grupo Amnistía Animal. En ese entonces se estaba exhibiendo en dicho museo un vídeo de artista conceptual Jordi Benito, dentro de la exposición "el arte sucede". Aunque el vídeo fue creado en los años 80´s, se estaba exhibiendo en la primera década del 2000, bajo el código penal de 1996 qué tipifica ya como delito la apología del maltrato y la violencia hacia los animales. El museo alega que se somete siempre a la legislación vigente y qué " no se desprende del vídeo una incitación directa a perpetrar un delito". En el vídeo se muestra al artista golpeando 5 martillazos en la cabeza a una vaca viva, dentro de una sala en ruinas, para después acuchillar su garganta ya en el suelo, y recoger su sangre en una copa; este vídeo crea la sospecha de haber traspasado los límites legales vigentes, y los morales, en cualquier caso.

## Exposiciones notables de bioarte

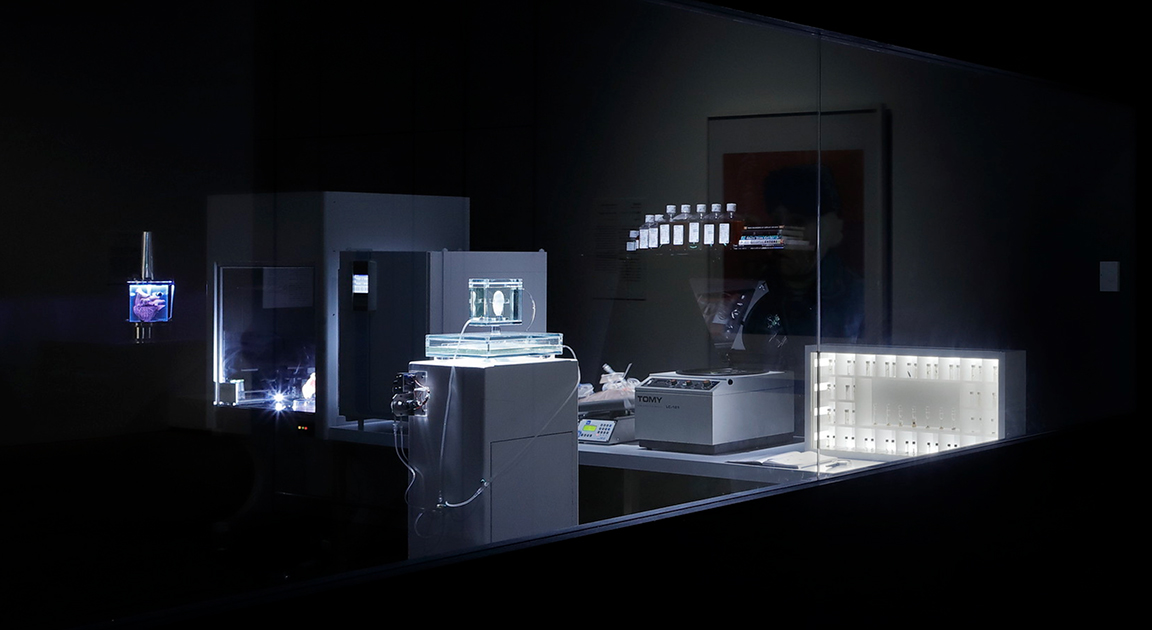
Bio Atelier en el Museo de Arte Mori que exhibe bioarte

Ars Electronica Linz, Austria y el Festival Ars Electronica fue uno de los primeros en adaptar la exhibición y promoción del bioarte, y continúa siendo un pionero en compartir y promover el bioarte, los proyectos life y los bioartistas.Su premio de larga data Prix Ars Electronica que exhibe y honra a artistas en varias categorías de medios y life art que abarcan el bioarte.
En 2016, el Tema de la Bienal de Arte Multimedia de Beijing fue "Ética de la tecnología" y en 2018 fue "<Post-Life>". La Bienal se lleva a cabo en el Museo CAFA en Beijing, China, e incluye obras importantes en artes biológicas, con exposiciones temáticas. La Bienal 2018 incluyó obras de arte internacionales relevantes para los temas temáticos de "Vida de datos", "Vida mecánica" y "Vida sintetizada" y un área de exhibición Lab Space que se centró en mostrar la práctica de laboratorio internacional en arte y tecnología.
El Centro Pompidou de París, Francia, presentó "La Fabrique Du Vivant", "El Tejido de los Vivos" en 2019, una exposición colectiva de vida viva y artificial con trabajos recientes de artistas, diseñadores e investigaciones de laboratorios científicos. Las obras de arte cuestionan los vínculos entre lo vivo y lo artificial, así como los procesos de recreación artificial de la vida; la manipulación de procedimientos químicos sobre la materia viva; obras autogeneradoras con formas en constante cambio; obras híbridas de materia orgánica y material industrial, o la hibridación de células humanas y vegetales. En esta era de tecnologías digitales, los artistas recurren al mundo de la biología, desarrollando nuevos entornos sociales y políticos basados en problemas de quienes viven en esta era.
El Museo de Arte Mori en Tokio, Japón Futuro y las Artes: IA, Robótica, Ciudades , Vida: Cómo Vivirá la Humanidad Mañana en 2019-2020 Esta fue una exposición colectiva que incluyó un "bio atelier" con bioarte de destacados bioartistas de todo el mundo. Uno de los objetivos curatoriales fue evocar la contemplación, a través de los últimos desarrollos científicos y tecnológicos en campos como la inteligencia artificial, la biotecnología, la robótica y la realidad aumentada utilizada en el arte, el diseño y la arquitectura, de cómo los seres humanos, sus vidas y los problemas ambientales pueden verse en el futuro inminente debido a estos desarrollos.
Referencias
1. ↑  Pentecost, Claire (2008). «Outfitting the Laboratory of the Symbolic: Toward a Critical Inventory of Bioart».  En Beatrice, da Costa, ed. Tactical Biopolitics: Art, Activism and Technoscience. The MIT Press. pp. 110. ISBN 978-0-262-04249-9.
2. ↑  Daniel López del Rincón (12 de mayo de 2015). «Arte, biología y tecnología. Relaciones interdisciplinares en el laboratorio científico» (PDF). ISSN 1131-5598.
3. 1 2 3  Edith Medina (10 de enero de 2007). «Bioarte: una nueva fórmula de expresión artística» (PDF).
4. 1 2  Daniel,, López del Rincón, ([2015]). Bioarte : arte y vida en la era de la biotecnología. Akal. ISBN 9788446042419. OCLC 931867472.
5. ↑  Solon, Olivia (28 de julio de 2011). «Bioart: The Ethics and Aesthetics of Using Living Tissue as a Medium». Wired. Consultado el 2 de octubre de 2022.
6. ↑  Daniel López del Rincón (2014). «Bioarte. Contextualización histórico-artística de las relaciones entre arte, biología y tecnología» (PDF). Barcelona.
7. ↑  «Extra Ear 1/4 Scale». 15 de diciembre de 2004.
8. ↑  Anker, Suzanne (2004). The molecular gaze : art in the genetic age. Dorothy Nelkin. Cold Spring Harbor, N.Y.: Cold Spring Harbor Laboratory Press. ISBN 0-87969-697-4. OCLC 53019483.
9. ↑  https://www.bbc.com/news/av/world-51709597. Falta el |título= (ayuda)
10. ↑  Callaghan, Meaghan Lee (12 de octubre de 2016). «An Artist Is Growing A Skeleton Human Hand In A Lab». Popular Science (en inglés estadounidense). Consultado el 12 de agosto de 2023.
11. ↑  «An artist is prototyping a hand grown out of human stem cells». Ars Technica. 24 de mayo de 2016.
12. ↑  Pangburn, D. J. (6 de julio de 2016). «This Artist Is Biohacking The Body To 3D-Print Fantastical Human Bones». Fast Company (en inglés estadounidense). Consultado el 31 de marzo de 2021.
13. ↑  «Artist Amy Karle is growing a human hand with 3D printed scaffolds and stem cells». 3ders.org. Consultado el 10 de diciembre de 2021.
14. ↑  Schnugg, Claudia (2019). Creating artscience collaboration : bringing value to organizations. Cham, Switzerland. ISBN 978-3-030-04549-4. OCLC 1089014855.
15. ↑  «Artist Amy Karle is growing a human hand with 3D printed scaffolds and stem cells». 3ders.org. Consultado el 10 de diciembre de 2021.
16. ↑  «Awareness in physical and mental changes in the bioart of Roy Ascott». Fahrenheit Magazine (en inglés). 17 de febrero de 2021. Consultado el 21 de junio de 2023.
17. ↑  «The woman creating art with human stem cells». BBC News.
18. ↑  «HP Collaborates with Amy Karle, Leading 3D Printing Artist and Futurist». press.hp.com (en inglés estadounidense). Consultado el 6 de marzo de 2021.
19. ↑  «Future and the Arts: AI, Robotics, Cities, Life - How Humanity Will Live Tomorrow». Mori Art Museum (en inglés). Consultado el 31 de marzo de 2021.
20. ↑  «Open Access Remix». Smithsonian Institution. Consultado el 10 de diciembre de 2021.
21. ↑  «Futurist Amy Karle Unlocks the Potential of Humanity's Future». Design-milk.com. 6 de abril de 2020. Consultado el 10 de diciembre de 2021.
22. ↑  «Artist Amy Karle Makes Instructable Manual for a Hand 3D Printed with Stem Cells». 30 de mayo de 2016.
23. ↑  «An artist is prototyping a hand grown out of human stem cells». 24 de mayo de 2016.
24. ↑  Arte y nuevas tecnologías, lo experimental en el bioarte. Cuadernos del Centro de Estudios de Diseño y Comunicación. 2013. ISSN 1668-5229.
25. ↑  «Ética Animal: Animales Reales En El Arte, O Sobre Los Límites Éticos De La Capacidad Creadora». Revista de bioética y derecho (Salamanca, España). 2007.
26. ↑  «BioArt».
27. ↑  «Prix Ars Electronica».
28. ↑  «D SCHOOL CAFA».
29. ↑  «Cafa预告丨第二届北京媒体艺术双年展"后生命"9月5日即将登场！».
30. ↑  «Beijing Media Arts Biennale 2018».
31. ↑  «"后生命"——第二届北京媒体艺术双年展即将拉开帷幕».
32. ↑  «La Fabrique du vivant - « Mutations / Créations 3 »».
33. ↑  Flores, Ana Paola (January 2020). «Biopolitics in Future and the Arts: AI, Robotic, Cities, Life - Tokyo Exhibition».
34. ↑  «Future and the Arts: AI, Robotics, Cities, Life - How Humanity Will Live Tomorrow».

- Wikimedia Commons alberga una categoría multimedia sobre Bioarte.

- Datos: Q2561815
- Multimedia: BioArt / Q2561815